# Jalan Tengah
Jalan Tengah is een bestuurslaag in het regentschap Aceh Tengah van de provincie Atjeh, Indonesië. Jalan Tengah telt 601 inwoners (volkstelling 2010).